# Мерлен-Кажман, Элен
Элен Мерлен-Кажман (фр. Hélène Merlin-Kajman, 1954, Сен-Клу) — французский историк и социолог литературы.

## Биография
Закончила Эколь Нормаль. Защитила диссертацию по исторической социологии литературы в Лилльском университете (1990). Преподавала в университете Артуа (1996). С 2003 — профессор французской литературы XVII в. в университете Париж-III-Новая Сорбонна. Главный редактор франкоязычного культурологического журнала Transitions.
Автор нескольких книг прозы.

## Исследовательский подход
В подходе к историческому генезису чувств и языков их публичного выражения развивает идеи Луи Марена. Исследует также институциональную организацию литературы (меценатство, патронаж) и форм поддержания её авторитета (Французская Академия и др.).

## Труды
- Public et littérature en France au XVIIe siècle (1994, переизд. 2005)
- L’absolutisme dans les lettres et la théorie des deux corps: passions et politique (2000)
- L’Excentricité académique: Littérature, institution, société (2001)
- Le dictionnaire universel de Furetière (2002)
- La langue est-elle fasciste?: langue, pouvoir, enseignement (2003)
- La littérature, le XVIIe siècle et nous, dialogue transatlantique (2008, ред.)
- Les émotions publiques et leurs langages à l'âge classique (2009, ред.)
- La dissertation littéraire (2009)